# The Perks of Being a Wallflower (phim)
The Perks of Being a Wallflower (tạm dịch: Câu chuyện tuổi teen hoặc Bức thư tuổi mới lớn) là một bộ phim thuộc thể loại chính kịch - lãng mạn về tuổi teen của Mỹ năm 2012 được viết và đạo diễn bởi Stephen Chbosky, dựa trên cuốn tiểu thuyết cùng tên năm 1999 của Chbosky. Logan Lerman đóng vai một thiếu niên tên Charlie, người viết cho một người bạn giấu tên, và những bản hùng ca này ghi lại những thử thách, khổ nạn và chiến thắng của anh khi anh trải qua năm đầu tiên ở trường trung học. Bộ phim miêu tả sự chán nản và lo lắng của anh khi anh trải qua hành trình ở trường trung học kết bạn mới. Phim có sự tham gia của các diễn viên đình đám như: Emma Watson, Ezra Miller, Mae Whitman, Kate Walsh, Dylan McDermott, Nina Dobrev, Johnny Simmons, Erin Wilhelmi, Melanie Lynskey, Paul Rudd và Joan Cusack.
Chbosky luôn có ý định chuyển thể tiểu thuyết thành phim nhưng mất thời gian sau khi chờ đợi thời điểm thích hợp. Ông đã do dự bán bản quyền cho bộ phim cho bất kỳ ai, nhưng cuối cùng họ đã bán chúng cho ông Mudd Productions miễn là họ để ông viết và chỉ đạo bộ phim. Việc quay phim bắt đầu ở Pittsburgh, Pennsylvania vào tháng 5 năm 2011 và kéo dài khoảng năm mươi ngày. Đây là một trong ba bộ phim của Mr. Mudd Productions của John Malkovich, Lianne Halfon và Russell Smith có sự tham gia của thanh thiếu niên đang gặp khó khăn; hai cái còn lại là Ghost World và Juno.

Bộ phim được công chiếu tại Liên hoan phim quốc tế Toronto vào ngày 8 tháng 9 năm 2012, sau đó là phát hành tại các rạp phim của Hoa Kỳ vào ngày 21 tháng 9 năm 2012, bởi Summit Entertainment. Phim đã nhận được phản ứng tích cực và thành công thương mại, kiếm được 33,4 triệu đô la với ngân sách là 13 triệu đô la. Phim đã nhận được nhiều giải thưởng, bao gồm Giải thưởng Tinh thần Độc lập cho Phim đầu tiên hay nhất, hai đề cử Giải thưởng Phim phê bình, bao gồm Kịch bản chuyển thể hay nhất cho Chbosky, và Giải thưởng Truyền thông GLAAD 2013 cho Phim xuất sắc - Phát hành rộng rãi.

## Tóm tắt
Lấy bối cảnh vào năm 1992, một học sinh trung học trẻ, Charlie (Logan Lerman) đã bị trầm cảm lâm sàng thất bại từ khi còn nhỏ đã được xuất viện từ một cơ sở chăm sóc sức khỏe tâm thần. Charlie không yên tâm về việc bắt đầu năm sinh viên năm nhất trung học; anh ấy nhút nhát và gặp khó khăn trong việc kết bạn, nhưng anh ấy kết nối với giáo viên tiếng Anh của mình, ông Anderson (Paul Rudd).
Charlie gặp hai người cao niên, Sam (Emma Watson) và cô con gái riêng Patrick (Ezra Miller) tại một trận bóng đá và họ mời anh ta đến một bữa tiệc. Charlie vô tình ăn một cỏ dại, cao và tiết lộ với Sam rằng năm trước, người bạn thân nhất của anh ta đã tự tử. Anh cũng bước vào Patrick và Brad (Johnny Simmons) trường trung học quarterback, hôn nhau. Patrick nói với Charlie rằng Brad không muốn ai biết anh là người đồng tính, vì vậy Charlie đồng ý giữ bí mật. Sam nhận ra rằng Charlie không có bạn bè nào khác, vì vậy cô và Patrick đã nỗ lực đặc biệt để đưa Charlie vào nhóm của họ. Trên đường về nhà, ba người nghe thấy một bài hát không rõ trên radio, Sam hướng dẫn Patrick lái xe qua một đường hầm, để cô có thể đứng dậy ở phía sau chiếc bán tải trong khi tiếng nhạc vang lên.
Sam cần cải thiện điểm số SAT của mình để có cơ hội được chấp nhận vào Đại học bang Pennsylvania, vì vậy Charlie đề nghị dạy kèm cho cô ấy để cải thiện điểm SAT của cô ấy. Vào Giáng sinh, Sam đưa cho Charlie một chiếc máy đánh chữ cổ điển để cảm ơn vì sự giúp đỡ của anh. Hai người thảo luận về mối quan hệ, và Charlie tiết lộ anh chưa bao giờ được hôn. Sam, mặc dù đã có liên quan đến người khác, nói với Charlie rằng cô muốn nụ hôn đầu tiên của anh là từ một người yêu anh, và hôn anh.
Tại một buổi biểu diễn thường xuyên 'Trình diễn phim kinh dị Rocky' ', Charlie được yêu cầu điền vào cho bạn trai của Sam là Craig, người không có ở đó. Người bạn Mary Mary của họ (Mae Whitman) rất ấn tượng và yêu cầu Charlie tham gia điệu nhảy Sadie Hawkins. Hai người bước vào một mối quan hệ không thỏa mãn. Cuối cùng, tại một bữa tiệc, khi Charlie dám hôn cô gái xinh đẹp nhất trong phòng, anh chọn Sam, làm phiền cả cô và Mary Elizabeth. Patrick khuyên Charlie nên tránh xa nhóm một lúc và sự cô lập khiến anh ta chìm vào trầm cảm. Anh ta trải nghiệm hồi tưởng của dì Helen (Melanie Lynskey) đã chết trong một tai nạn xe hơi vào sinh nhật thứ bảy của mình.
Brad xuất hiện đến trường với những vết bầm tím trên mặt sau khi bị cha bắt gặp quan hệ tình dục với Patrick. Brad tuyên bố rằng anh ta đã nhảy lên và đánh đập, và tránh xa Patrick, gọi anh ta là "fagot". Sau khi Patrick đấm anh ta, những người bạn của Brad bắt đầu đánh Patrick, nhưng Charlie mạnh mẽ can thiệp, rồi mất trí nhớ. Khi anh hồi phục, anh phát hiện ra rằng anh ta bị bầm tím và bạn bè của Brad đang ở trên sàn nhà, mất khả năng. Sam và Patrick bày tỏ lòng biết ơn đến Charlie và cả ba lại trở thành bạn bè.
Patrick cố gắng đối phó với những gì đã xảy ra với Brad, và có lúc hôn Charlie, nhưng ngay lập tức xin lỗi sau đó. Charlie cứ trở nên tồi tệ hơn sau khi mất điện. Sam được chấp nhận vào bang Pennsylvania và chia tay với Craig trong đêm vũ hội sau khi biết anh ta đã lừa dối cô. Đêm trước khi cô khởi hành, cô mang Charlie đến phòng của mình. Họ tâm sự với nhau và hôn nhau, nhưng khi Sam chạm vào đùi của Charlie, anh ta trải qua một hồi tưởng thoáng qua về dì Helen, anh ta biến mất như không có gì, và họ tiếp tục hôn nhau. Sau khi cô rời trường đại học vào buổi sáng, trạng thái cảm xúc của anh ngày càng xấu đi và hồi tưởng trở nên tồi tệ hơn. Anh ta gọi em gái mình tự trách mình về cái chết của Helen và thừa nhận rằng anh ta có thể muốn nó xảy ra. Em gái anh nhận ra anh đang gặp rắc rối và gọi cảnh sát. Charlie bất tỉnh khi họ xông qua cửa và đến một bệnh viện, nơi bác sĩ tâm thần Bác sĩ Burton (Joan Cusack) tìm cách đưa ra Charlie ký ức bị kìm nén, tiết lộ rằng dì của anh ấy lạm dụng tình dục anh ấy.
Đêm Charlie được thả ra khỏi bệnh viện, anh được Sam và Patrick đến thăm. Sam giải thích cuộc sống đại học là như thế nào và cô ấy đã tìm thấy "Bài hát đường hầm" - "Anh hùng" của David Bowie. Cả ba quay lại đường hầm, nơi Charlie lại hôn Sam và anh đứng dậy ở phía sau xe tải. Charlie thừa nhận rằng anh cảm thấy còn sống và trong khoảnh khắc đó - "Chúng ta là vô hạn".

## Diễn viên
- Logan Lerman vai Charlie Kelmeckis
- Emma Watson vai Sam
- Ezra Miller vai Patrick
- Mae Whitman vai Mary Elizabeth
- Paul Rudd vai Mr. Anderson, giáo viên tiếng Anh của Charlie
- Nina Dobrev vai Candace Kelmeckis, chị Charlie
- Johnny Simmons vai Brad
- Erin Wilhelmi vai Alice
- Adam Hagenbuch vai Bob
- Kate Walsh vai Mrs. Kelmeckis
- Dylan McDermott vai Mr. Kelmeckis
- Melanie Lynskey vai dì Helen
- Joan Cusack vai Dr. Burton
- Zane Holtz vai Chris Kelmeckis, anh của Charlie
- Reece Thompson vai Craig, bạn trai học cao đẳng của Sam
- Nicholas Braun vai Ponytail Derek, bạn trai Candace
- Landon Pigg vai Peter
- Tom Savini vai Mr. Callahan
- Julia Garner vai Susan

## Phát hành
Bộ phim dự kiến được phát hành vào ngày 14 tháng 9 năm 2012, nhưng nó đã được thông báo vào tháng 8 năm 2012 rằng nó sẽ được phát hành một tuần sau đó, vào ngày 21 tháng 9 năm 2012, tại các thành phố được chọn. Bộ phim tiếp tục mở rộng vào ngày 28 tháng 9 năm 2012, với việc phát hành toàn quốc vào ngày 12 tháng 10 năm 2012. Buổi chiếu ra mắt ở Anh là vào ngày 23 tháng 9 tại Liên hoan phim Cambridge.

### Xếp hạng tuổi
Bộ phim ban đầu nhận được điểm R (tương đương C18 tại Việt Nam) cho "sử dụng ma túy và rượu ở tuổi vị thành niên, và một số tài liệu tham khảo về tình dục". Các nhà làm phim đã kháng cáo và MPAA đổi nó thành PG-13 vì "tài liệu chủ đề trưởng thành, sử dụng ma túy và rượu, nội dung tình dục bao gồm tài liệu tham khảo và một cuộc chiến - tất cả đều liên quan đến thanh thiếu niên".

## Nhạc
Atlantic Records phát hành nhạc phim The Perks of Being a Wallflower vào ngày 1 tháng 8 năm 2012, một tháng trước khi bộ phim được phát hành. Âm nhạc của bộ phim được chọn bởi đạo diễn của bộ phim Stephen Chbosky và giám sát viên âm nhạc Alexandra Patsavas, trong khi nhạc ngẫu nhiên được ghi bởi Michael Brook. Album điểm (score album) được phát hành ngày 25 tháng 9 năm 2012.
Chbosky đã viết trong phần ghi chú của album: "I’ve shared them with friends. And they have shared their favourites with me. Some of the songs are popular. Some of them are not known by a whole lot of people. But they are all great in their own way. And since these songs have meant a lot to me, I just wanted you to have them as a soundtrack for whatever you need them to be for your life." 
| Original Motion Picture Soundtrack | Original Motion Picture Soundtrack | Original Motion Picture Soundtrack | Original Motion Picture Soundtrack |
| STT                                | Nhan đề                            | Phổ nhạc                           | Thời lượng                         |
| ---------------------------------- | ---------------------------------- | ---------------------------------- | ---------------------------------- |
| 1.                                 | "Could It Be Another Change?"      | The Samples                        | 3:27                               |
| 2.                                 | "Come On Eileen"                   | Dexys Midnight Runners             | 4:12                               |
| 3.                                 | "Tugboat"                          | Galaxie 500                        | 3:54                               |
| 4.                                 | "Temptation"                       | New Order                          | 5:22                               |
| 5.                                 | "Evensong"                         | The Innocence Mission              | 3:40                               |
| 6.                                 | "Asleep"                           | The Smiths                         | 4:10                               |
| 7.                                 | "Low"                              | Cracker                            | 4:34                               |
| 8.                                 | "Teen Age Riot"                    | Sonic Youth                        | 6:57                               |
| 9.                                 | "Dear God"                         | XTC                                | 3:36                               |
| 10.                                | "Pearly - Dewdrops' Drops"         | Cocteau Twins                      | 4:10                               |
| 11.                                | "Charlie's Last Letter"            | Michael Brook                      | 1:48                               |
| 12.                                | "'Heroes'"                         | David Bowie                        | 6:08                               |
| Tổng thời lượng:                   | Tổng thời lượng:                   | Tổng thời lượng:                   | 51:58                              |

| Bảng xếp hạng (2012/2013)    | Vị trí cao nhất |
| ---------------------------- | --------------- |
| US Billboard Top Soundtracks | 7               |
| US Billboard Top Rock Albums | 40              |